# Double (singel)
Double – jedenasty singel koreańskiej piosenkarki BoA. Singel został wydany 22 października 2003 roku.
Singel umieszczono na albumie BoA’y Love & Honesty.

## Lista utworów
- CD singel, CD maxi-singel (22 października 2003)[1]

1. „Double” – 3:26
2. „Midnight Parade” – 4:21
3. „Milky Way ～君の歌～” – 3:23
4. „Double” (Instrumental) – 3:26
5. „Midnight Parade” (Instrumental) – 4:21
6. „Milky Way ～君の歌～” (Instrumental) – 3:23

## Notowania na Listach przebojów
| Kraj    | Lista (2003) | Najwyższa pozycja |
| ------- | ------------ | ----------------- |
| Japonia | Top 20       | 5                 |